# Songs for the Deaf
Songs for the Deaf is het derde studioalbum van de Amerikaanse rockband Queens of the Stone Age, dat werd opgenomen in maart tot en met juni 2002 en werd uitgebracht op 27 augustus 2002. Dave Grohl, bekend uit Nirvana en Foo Fighters, vulde hier de drumpartijen in. Zoals op het voorgaande album Rated R zingen Mark Lanegan en Nick Oliveri enkele nummers. Zo deed Mark het nummer Hangin Tree, dat eerder werd uitgebracht bij Desert Sessions, en deed Nick Oliveri onder andere "You think I ain't worth a Dollar, but I feel like a Millionaire" (dat ook eerder werd uitgebracht bij Desert Sessions) en "Six Shooter".
Songs for the Deaf wordt beschouwd als een soort conceptalbum, geïnspireerd op zanger Josh Homme's rit door de Zuid-Californische woestijn met slechts enkele Spaanse radiozenders. Deze zijn dan ook te horen tussen sommige nummers in. De woestijn is terug te zien in de clip van "Go with the Flow".

## Het succes
Songs for the Deaf was een groot succes. Het wordt beschouwd als een van de beste rockplaten uit 2002. In Amerika kwam het binnen op nummer 3. Bij muziekcommunity Musicmeter.nl staat het album genoteerd in de top 250 aller tijden op plaats 28, waar het bijvoorbeeld Pink Floyd's The Wall achter zich laat.
In Nederland werd de plaat in 2003 onderscheiden met een Edison in de categorie Best Alternative.

## Tracklist
1. "You Think I Ain't Worth a Dollar, But I Feel Like a Millionaire" (Homme/Lalli/Oliveri) – 3:12
2. "No One Knows" (Homme/Lanegan/Oliveri) – 4:38
3. "First It Giveth" (Homme/Oliveri) – 3:18
4. "A Song for the Dead" (Homme/Lanegan/Oliveri) – 5:52
5. "The Sky Is Fallin'" (Homme/Oliveri) – 6:15
6. "Six Shooter" (Homme/Oliveri) – 1:19
7. "Hangin' Tree" (Homme/Lanegan/Johannes/Oliveri) – 3:06
8. "Go with the Flow" (Homme/Oliveri) – 3:07
9. "Gonna Leave You" (Homme/Oliveri) – 2:50
10. "Do It Again" (Homme/Oliveri) – 4:04
11. "God Is in the Radio" (Homme/Lanegan/Oliveri) – 6:04
12. "Another Love Song" (Homme/Oliveri) – 3:15
13. "A Song for the Deaf" (Homme/Lanegan/Oliveri) – 6:42
14. "Mosquito Song" (Homme/Melchiondo/Oliveri) – 5:37
15. "Everybody's gonna be Happy" (The Kinks) - 2:36

## Bezetting
- Josh Homme - zang, gitaar
- Nick Oliveri - bas, zang
- Mark Lanegan - zang
- Dave Grohl - drums

Verder werkten er nog een aantal gasten mee aan het album, zoals Alain Johannes en Chris Goss, die wordt gezien als de vader van de desertrock en stonerrock samen met Mario Lalli. Verder werkte Natascha Schneider nog mee aan het album, die toen vaak de toetsen speelde tijdens de live-optredens van QOTSA.